# Reinaldo Zavarce
Reinaldo "Peche" Zavarce  (Caracas, 8 de junio de 1984) es un actor, cantante y modelo venezolano. Realizó estudios en el exterior, en el Illinois Institute of Technology. Junto a María Gabriela de Faría, protagonizaron la telenovela "Isa TKM", y su continuación "Isa TK+. Actualmente se encuentra radicado en la ciudad de  Los Ángeles, Estados Unidos.

## Biografía
Nacido en Caracas-Venezuela en 1984, fue bautizado Reinaldo por su padre, un ingeniero que tiene el mismo nombre, además es hijo de una internacionalista, Laura Peche, a quien debe su apodo y apellido materno "Peche", tiene dos hermanos, la mayor se llama Andrea, el menor Vicente. Desde pequeño tuvo intenciones de convertirse en futbolista profesional, de joven jugó en el equipo profesional venezolano Deportivo Italia en la categoría sub-20, y consiguió una beca en el Illinois Institute of Technology de Chicago, Estados Unidos para estudiar tanto administración como para jugar a fútbol, pero regresa a Venezuela después de un accidente, retomando sus estudios en la Universidad Metropolitana de Caracas.
En el 2004 se presentó a un casting televisivo en Venezuela, siendo aceptado por lo que incursiona en la actuación trabajando para la cadena venezolana RCTV, ha participado en varias telenovelas populares de ese país, como Mujer con pantalones, Te tengo en salsa, Amantes entre otras, en 2007 participó en la telenovela Toda una dama de RCTV Internacional desempeñando el papel del hijo de un político. 
Fue pareja sentimental de María Gabriela de Faría Chacón y juntos fueron protagonistas de la serie juvenil Isa TKM y su continuación Isa TK+
En 2008 entró a formar parte del elenco de la serie juvenil Isa TKM. La telenovela transmitida por Nickelodeon Isa TKM le ha dado reconocimiento internacional, dándose a conocer en varios países de Latinoamérica con el papel de "Alex". Entre 2007 y 2008 participó en la película venezolana "Día Naranja", dirigida por Alejandra Szeplaki, y que se estrenó en Venezuela el 9 de octubre de 2009, haciendo el papel de "Víctor" un DJ que se ve afectado por la probabilidad de embarazo de su novia.

## Filmografía

### Televisión
| Año       | Título                          | Papel                     | Notas                                                  |
| --------- | ------------------------------- | ------------------------- | ------------------------------------------------------ |
| 2005      | Amantes                         | Alirio Bejarano           | Actuación juvenil                                      |
| 2006      | Te tengo en salsa               | Diego Sánchez             | Actuación juvenil                                      |
| 2007      | Toda una dama                   | Guillermo Galván "Guille" | Actuación juvenil                                      |
| 2008—2009 | Isa TKM                         | Alejandro "Alex" Ruíz     | Protagonista, telenovela, Nickelodeon Latinoamérica    |
| 2009—2010 | Isa TK+                         | Alejandro "Alex" Ruíz     | Protagonista, telenovela, Nickelodeon Latinoamérica    |
| 2012      | Level Up                        | Hugo Vega Soro            | Participación especial, Serie de TV Cartoon Network    |
| 2012      | Julie y los Fantasmas           | El mismo                  | Participación especial, Serie de TV Nickelodeon Brasil |
| 2013      | 11-11: En mi cuadra nada cuadra | Juanjo Seminario          | Papel Principal, telenovela Nickelodeon Latinoamérica  |
| 2017      | Jane the Virgin                 | Estrella de telenovela    | Participación especial, serie de TV The CW             |
| 2018      | Hotel Du Loone                  | Matteo                    | invitado 8 episodios, serie de TV                      |
| 2019      | Brooklyn Nine-Nine              | Juan Ramírez-Xerpatico    | invitado 1 episodio, serie de TV                       |

### Películas
- "Día Naranja" (2008)[4] como "Victor"[2]
- "Mateo" (2014)[4] como "Mateo"[2]
- "Don Quixote" (2015)[4] como "Miguel de Cervantes Saavedra"[2]
- "Last Resort" (2016)[4] como "Rafa"[2]
- "Cartel" (2016)[4] como "Sebastian Santos "[2]
- "Ruta Madre" (2016)[4] como "José Ibarra"[2]
- "The Internacionals" (2017)[4] como "Chamo"[2]
- "Hold On" (2017)[4] como "Mika"[2]
- "Dear Mamá" (2017)[4] como "Joseph"[2]

## Discografía

### Álbumes
| Año  | Álbum                    | Compañía   |
| ---- | ------------------------ | ---------- |
| 2008 | Isa TKM                  | Sony Music |
| 2009 | Isa TK+: Sigo al corazón | Sony Music |
| 2011 | Panorama Express         |            |

### Sencillos
| Año  | Tema                                            | Álbum                           |
| ---- | ----------------------------------------------- | ------------------------------- |
| 2008 | Ven A Bailar (junto al grupo Isa TKM)           | Isa TKM: La fiesta va a empezar |
| 2008 | Vamos A Vivir (junto al grupo Isa TKM)          | Isa TKM: La fiesta va a empezar |
| 2009 | Sigo Al Corazón (junto al grupo Isa TK+)        | Isa TK+: sigo al corazón        |
| 2009 | Tengo tu amor (Junto a María Gabriela de Faría) | Isa TK+: sigo al corazón        |
| 2010 | Soy el primero (junto con Ricardo Abarca)       | Isa TK+: sigo al corazón        |

### Otras Canciones
| Año  | Tema                                                         | Álbum                           |
| ---- | ------------------------------------------------------------ | ------------------------------- |
| 2008 | Y Abrir Los Ojos                                             | Isa TKM: La fiesta va a empezar |
| 2008 | Para Mí (junto con María Gabriela de Faría)                  | Isa TKM: La fiesta va a empezar |
| 2008 | Te Habla Mi Corazón (junto con María Gabriela de Faría)      | Isa TKM: La fiesta va a empezar |
| 2009 | Rock and Rol                                                 | Isa TK+: sigo al corazón        |
| 2009 | Vamos a meternos en problema (junto con el grupo de Isa TK+) | Isa TK+: sigo al corazón        |
| 2009 | Bravo (junto con el grupo de Isa TK+)                        | Isa TK+: sigo al corazón        |
| 2011 | Vou Por Você                                                 | Panorama Express                |
| 2011 | Voy donde estes                                              | Panorama Express                |
| 2011 | Directo a Shanghai                                           | Panorama Express                |
| 2011 | Hasta que vuelve a amanecer                                  | Panorama Express                |
| 2011 | Cada Vez                                                     | Panorama Express                |
| 2017 | Fool                                                         | Fool                            |

## Premios Nominaciones y presentaciones
| Año  | Premio                       | Categoría                                         | Por                             | Resultado   | Lugar          |
| ---- | ---------------------------- | ------------------------------------------------- | ------------------------------- | ----------- | -------------- |
| 2009 | Meus Prêmios Nick            | Actor favorito                                    | Isa TKM                         | Ganador     | Brasil         |
| 2009 | Meus Prêmios Nick            | Chico del Año                                     | Isa TKM                         | Nominado    | Brasil         |
| 2010 | Kids Choice Awards México    | Personaje Masculino Favorito de una Serie         | Isa TK+                         | Ganador     | México         |
| 2010 | Meus Prêmios Nick            | Mejor pareja (junto con María Gabriela de Faría). | Isa TK+                         | Nominado    | Brasil         |
| 2012 | Kids Choice Awards           | Mejor Artista Latino                              | N/A                             | Presentador | Estados Unidos |
| 2013 | Kids Choice Awards           | Mejor Artista Latino                              | N/A                             | Presentador | Estados Unidos |
| 2013 | Kids Choice Awards México    | Actor Favorito de Reparto                         | 11-11: En mi cuadra nada cuadra | Nominado    | México         |
| 2013 | Kids Choice Awards Argentina | Actor Favorito de Reparto                         | 11-11: En mi cuadra nada cuadra | Nominado    | Argentina      |